# Pteroceras monsooniae
Pteroceras monsooniae là một loài thực vật có hoa trong họ Lan. Loài này được Sasidh. & Sujanapal mô tả khoa học đầu tiên năm 2003.